# The Illustrated London News
The Illustrated London News was een Britse krant, en de eerste geïllustreerde krant ter wereld. De krant verscheen voor het eerst in 1842 en werd tot 1971 wekelijks uitgegeven. Daarna veranderde dit in maandelijks, en na 1989 in tweemaandelijks. In 2003 werd de krant opgeheven.

## Geschiedenis
The Illustrated London News werd opgericht door Herbert Ingram, een drukker. Hij baseerde zijn idee op het feit dat de Weekly Chronicle altijd meer exemplaren verkocht als er een geïllustreerde editie werd uitgebracht. Aanvankelijk wilde hij dat zijn krant zich puur op misdaadnieuws zou richten, maar mede-oprichter Henry Vizetelly overtuigde hem een krant over meer algemeen nieuws te maken omdat dat meer aan zou slaan.
In samenwerking met Mark Lemon, redacteur van Punch, huurde Ingram een kantoor, huurde tekenaars en journalisten in, en nam Frederick William Naylor Bayley in dienst als redacteur. De eerste editie van The Illustrated London News werd verkocht op 14 mei 1842. Deze editie telde 16 pagina’s en 32 houtgravuren. Het nieuws ging voornamelijk over de Eerste Anglo-Afghaanse Oorlog, een treinongeluk in Frankrijk, een stoombootongeluk op de rivier Chesapeake, en een weergave van de presidentskandidaten voor de aankomende Amerikaanse presidentsverkiezingen. Er werden 26.000 exemplaren van verkocht.
Bij de tweede en volgende nummers daalde de animo voor het blad echter. Ingram was er echter op gebrand dat zijn investering een succes zou worden. Hij stuurde elke geestelijke in het land een exemplaar van het nummer dat illustraties bevatte van de aanstelling van de Aartsbisschop van Canterbury en deze inspanningen leverden hem inderdaad nieuwe abonnees op. Het blad vormde later een bron van vroege inspiratie voor de postimpressionistische schilder Vincent van Gogh. De circulatie van de krant steek al snel tot 40.000 exemplaren. Tegen het eind van het eerste jaar was dit opgelopen naar 60.000. In 1851 steeg de oplage naar 130.000 toen in The Illustrated London News een illustratie werd getoond van de nog te bouwen Crystal Palace.
In de jaren erop steeg het succes van de krant. In 1863 had The Illustrated London News een oplage van meer dan 300.000 exemplaren per week; een enorm aantal in vergelijking met andere Britse kranten. Verschillende andere uitgevers probeerden de concurrentie aan te gaan met The Illustrated London News via hun eigen geïllustreerde kranten, maar dit bleek tevergeefs. Tot de illustratoren behoorde Charles Samuel Keene, die later vooral bij het satirische tijdschrift Punch publiceerde.
Herbert Ingram stierf op 8 september 1860. Hij werd opgevolgd door zijn jongste zoon, William, die op zijn beurt werd opgevolgd door zijn zoon, Bruce Ingram, in 1900.
Vanaf 1890 ging The Illustrated London News meer gebruikmaken van foto’s, maar desondanks bleef de krant tot het einde van de Eerste Wereldoorlog ook gebruikmaken van illustraties. Dit omdat de fotografie van die tijd nog niet voldoende was om oorlogsscenario’s goed vast te leggen. Vanaf de jaren 20 en 30 kregen de foto’s steeds meer de overhand.
The Illustrated London News werd in 2003 opgeheven, maar Illustrated London News Group bestaat nog wel.

## Redacteuren
1842: Frederick William Naylor Bayley
1848: John Timbs
1852: Charles Mackay
1859: John Lash
1891: Clement Shorter
1900: Bruce Ingram
1963: Hugh Ingram
1965: Timothy Green
1966: John Kisch
1970: James Bishop
1995: Mark Palmer

## Illustratoren (niet volledig)
Illustratoren, kunstenaars en fotografen die meewerkten aan het blad waren onder meer Edward Duncan, Bruce Bairnsfather, H. M. Bateman, Edmund Blampied, Mabel Lucie Attwell, E. H. Shepherd, Kate Greenaway, W. Heath Robinson en zijn broer Charles Robinson, Rebecca Solomon, George E. Studdy, David Wright, Melton Prior, William Simpson, Frederic Villiers, H. C. Seppings-Wright, Myles Birket Foster, Frank Reynolds, Lawson Wood, C. E. Turner, R. Caton Woodville, A. Forestier, Fortunino Matania, Christina Broom, Louis Wain, en Josep Segrelles.